# Quirl (Venedigergruppe)
Der Quirl ist ein 3251 m ü. A.  hoher Berggipfel des Maurerkamms in der Venedigergruppe in Osttirol (Österreich). Er liegt im Gemeindegebiet von Prägraten am Großvenediger. Benachbarte Gipfel sind die Quirlwand im Osten, die Ogasilspitze im Südosten, der Steingrubenkogel im Westen und die Südliche Malhamspitze im Nordwesten.

## Lage
Der Quirl ist ein steiler Doppelgipfel im abklingenden, südlichen Maurerkamm. Er befindet sich südliches des Südlichen Malhamkees (Böses Wandkees), das er gemeinsam mit der östlich gelegenen Quirlwand (2906 m ü. A.) durch seine firnige Nordflanke im Süden begrenzt. Das Steingrubenkees an der Westseite des Quirl zwischen Steingrube und Hohe Grube sowie das Hochkees an der Südostseite bestehen hingegen nicht mehr. Der Südwestgrat und der Südostgrat des Quirl fallen steil zur Hohen Grube ab, wobei der Südostgrat zur Ogasilspitze (3032 m ü. A.) führt, von der der Quirl durch den Quirlsattel (2917 m ü. A.) getrennt ist. Nordwestlich strahlt der Quirl den Nordwestgrat hin zur Steingrubenscharte (3085 m ü. A.) aus, die den Quirl vom Malhamhorn (3168 m ü. A.) trennt. Westlich des Quirl liegt zudem der Steingrubenkogel (3228 m ü. A.) sowie dahinter sowie im Süden das Umbaltal. Östlich der Quirlwand befindet sich das Maurertal.

## Geschichte und Aufstiegsmöglichkeiten
Der Quirl wurde touristisch erstmals am 19. Juli 1887 von den Berliner Alpinisten Carl Benzien und Hermann Meynow mit dem Führer Hans Hörhager bestiegen, wobei sie den Südwestgrat nutzten und über den Nordwestgrat abstiegen. Der Aufstieg über den Nordwestgrat gelang am 15. Juli 1905 erstmals Ingenuin Hechenblaikner und Eduard Franzelin. Die Westwand und den Südwestgrat erstiegen am 6. August 1904 erstmals Artur Langbein und Oskar Stroß, wobei die beiden im Abstieg erstmals auch die Südwand nutzten. Die Nordwand erklommen Hubert Peterka und Hans Majer am 9. Juli 1926.
Der Normalweg auf den Quirl führt von der Clarahütte zunächst das Umbaltal talauswärts bis zum Reggenbach-Wasserfall nach dem Ochsnerhüttl und danach an der rechten Bachseite über Grashänge weglos bis in die Hohe Grube mit ihren Bergseen. Von hier aus erfolgt der Aufstieg zur Steingrubenscharte und danach über den Nordwestgrat (II) zum Gipfel, wobei ein gelber Gratzacken umgangen wird und der Aufstieg auf lockerem Schutt rechts (oder schwieriger, links) erfolgt. Danach wechselt man knapp unter dem Gipfel kurz zur Nordseite und gelangt danach unschwierig über Fels und Geröll zum Westgipfel. Der Übergang zum Ostgipfel ist ebenfalls unschwierig. Neben dem Nordwestgrat kann auch die Nordwand für den Anstieg genutzt werden, wobei der Anstieg vom Böse Wandkees links gegen eine ausgeaperte Felstufe im Gletscher erfolgt (II).